# جائزة إسبانيا الكبرى للدراجات النارية 1993
جائزة إسبانيا الكبرى للدراجات النارية 1993 هو سباق دراجات نارية أقيم بتاريخ 2 مايو 1993 في حلبة خيريز. كان الجولة الرابعة من أصل 14 في سباق الجائزة الكبرى للدراجات النارية موسم 1993. فاز الأمريكي كيفن شوانتز بفئة 500 سي سي بينما جاء الأمريكي وين ريني في المركز الثاني.

## وصلات خارجية
- الموقع الرسمي